# Gustavo Fernández (tenisista)
Gustavo Fernández (ur. 20 stycznia 1994 w Río Tercero) – argentyński tenisista niepełnosprawny, lider rankingu singlowego, zwycięzca pięciu turniejów wielkoszlemowych w grze pojedynczej oraz trzech w grze podwójnej, finalista mistrzostw na zakończenie sezonu w grze pojedynczej (2021) i podwójnej (2016). W karierze Fernández zwyciężył w 59 turniejach singlowych i 25 deblowych.

## Historia występów
Legenda
     W, wygrany turniej
     F, przegrana w finale
     SFW, wygrana w meczu o trzecie miejsce
     SF, przegrana w półfinale, SFP, przegrana w meczu o trzecie miejsce
     QF, przegrana w ćwierćfinale
     xR przegrana w x rundzie
     LQ, przegrana w kwalifikacjach
     RR, przegrana w fazie grupowej
     A, brak startu
     NH, impreza nie odbyła się

### Występy w Wielkim Szlemie

#### Gra pojedyncza
| Wielkoszlemowe turnieje w singlu na wózkach |                |                |                |    |    |    |    |    |    |    |
| Australian Open                             | QF             | F              | SF             | SF | W  | QF | W  | QF | QF | QF |
| French Open                                 | QF             | SF             | QF             | W  | F  | F  | W  | SF | SF | F  |
| Wimbledon                                   | Nie rozgrywano | Nie rozgrywano | Nie rozgrywano | QF | F  | F  | W  | NH | SF | SF |
| US Open                                     | QF             | F              | QF             | NH | SF | SF | SF | SF | SF | 1R |

#### Gra podwójna
| Wielkoszlemowe turnieje w deblu na wózkach |    |    |    |    |    |    |    |    |    |    |
| Australian Open                            | SF | SF | F  | SF | F  | SF | SF | SF | SF | F  |
| French Open                                | SF | F  | F  | SF | SF | SF | W  | F  | SF | F  |
| Wimbledon                                  | A  | A  | W  | SF | SF | SF | SF | NH | SF | W  |
| US Open                                    | F  | SF | SF | NH | SF | SF | F  | SF | F  | QF |

### Turnieje Masters oraz igrzyska paraolimpijskie
| Turnieje Masters         |    |                |                |                |    |                |                |                |                |    |    |
| singel                   | RR | SF             | RR             | RR             | RR | RR             | SF             | SF             | NH             | F  |    |
| debel                    | A  | RR             | SF             | SF             | F  | SF             | SF             | RR             | NH             | RR |    |
| Igrzyska paraolimpijskie |    |                |                |                |    |                |                |                |                |    |    |
| singel                   | QF | Nie rozgrywano | Nie rozgrywano | Nie rozgrywano | QF | Nie rozgrywano | Nie rozgrywano | Nie rozgrywano | Nie rozgrywano | QF | NH |
| debel                    | 1R | Nie rozgrywano | Nie rozgrywano | Nie rozgrywano | QF | Nie rozgrywano | Nie rozgrywano | Nie rozgrywano | Nie rozgrywano | QF | NH |